# Evje og Hornnes
Evje og Hornnes is een gemeente in het Setesdal in de Noorse provincie Agder. De gemeente grenst in het zuiden aan Vennesla, in het westen aan Åseral, in het oosten aan Froland, Iveland en Birkenes en in het noorden aan Bygland. In januari 2017 telde Evje og Hornnes 3614 inwoners.
De gemeente wordt ontsloten door Riksvei 9, de weg van Kristiansand naar Haukeligrend en Riksvei 42 die loopt van Egersund naar Arendal. In de gemeente is een afdeling van het Setesdalmuseum.

## Geboren
- Jørgen Gunnarson Løvland (1848-1922), politicus

Arendal · Birkenes · Bygland · Bykle · Evje og Hornnes · Farsund · Flekkefjord  · Froland · Gjerstad · Grimstad · Hægebostad · Iveland · Kristiansand · Kvinesdal · Lillesand · Lindesnes · Lyngdal · Risør · Sirdal · Tvedestrand · Valle · Vegårshei · Vennesla · Åmli · Åseral 

Fylker van Noorwegen